# Eber

Eberkopf (heraldisches Muster, schottisch)

Eber, beim Hausschwein insbesondere oberdeutsch Saubär, beim Wildschwein Keiler, bezeichnet das männliche Geschlecht des Schweins.
Bei einigen Arten sowie in stilisierten Darstellungen unterscheidet sich der Eber von der Sau äußerlich durch ausgeprägte Eckzähne.

## Zur Benennung

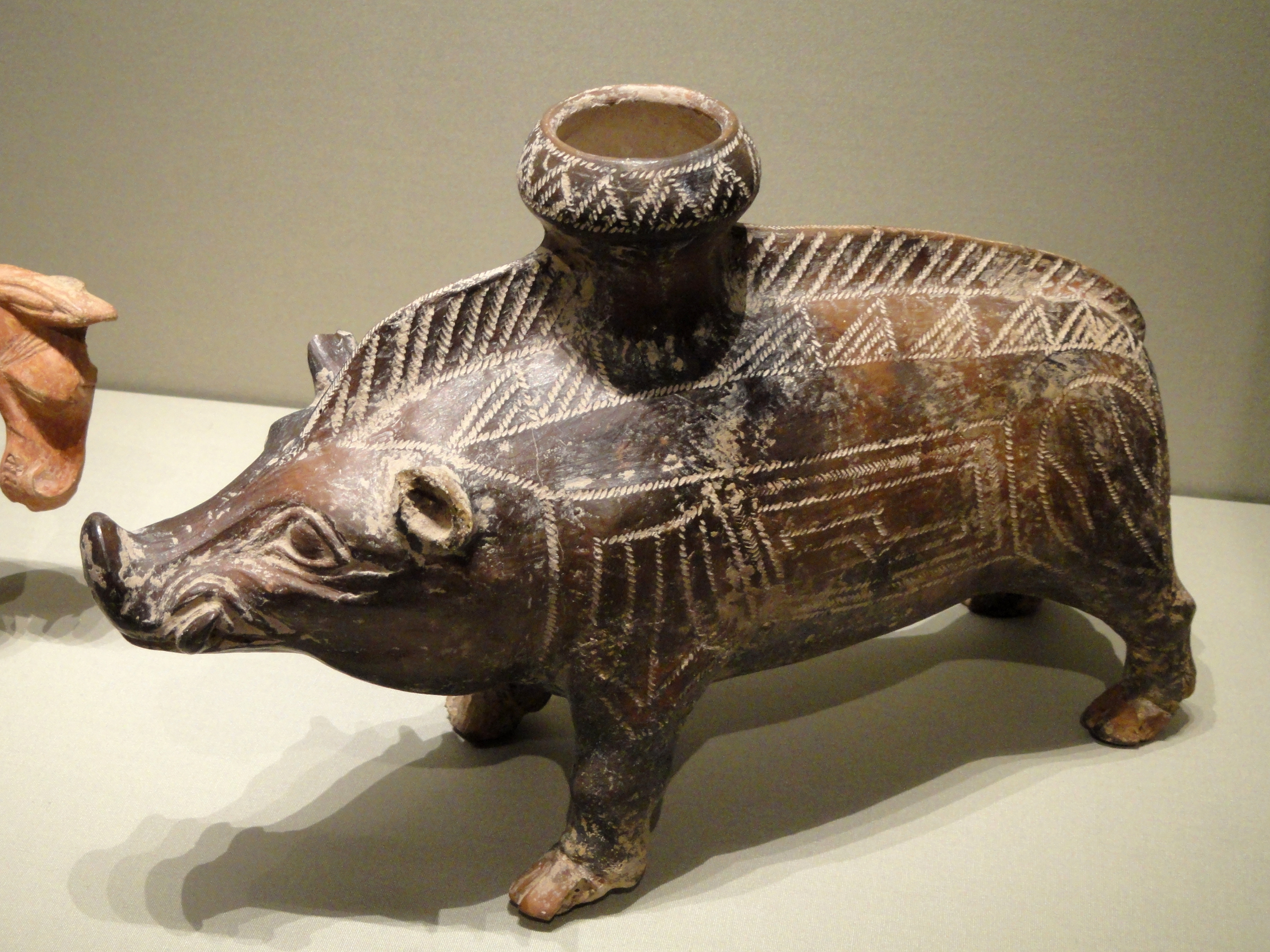
Eberfigur als Gefäß (etruskisch, ca. 600–500 v. Chr. oder moderne Fälschung)

Eber (von althochdeutsch ëbur, ëpar „männliches Wildschwein, Eber“) ist dem lateinischen Wort aper („Eber, Wildschwein“) verwandt. Es steht in unklarem Zusammenhang zu Bezeichnungen von Herrschern und Helden und ist früh namensbildend (wie bei Eberhard). Alte Wortformen sind auch Eberschwein und Schweineber.
Saubär, Bär oder Bän sind alte Ausdrücke, aber im oberdeutschen Sprachraum und insbesondere im baierischen und österreichischen Dialekt noch lebendig. Der Begriff bezeichnet das unkastrierte, für die Zucht bestimmte, männliche Hausschwein (Endstufeneber), während die meisten männlichen Ferkel (Jungtiere) für die Mast bestimmt sind und daher in den ersten Lebenstagen bereits kastriert werden. Das Wort, ahd. pêr, mhd. bêr, hat dieselbe Wurzel wie das englische boar ‚Eber‘ und ist mit dem Wort ‚Bär‘ nicht verwandt. 

Hacksch ist ebenfalls speziell das unkastrierte männliche Hausschwein. Ein weiteres altes Wort ist Watz.
Der kastrierte Eber wird Altschneider oder Borg genannt, je nach Zeitpunkt der erfolgten Kastration. Zweiteres Wort steht zu engl. pork ‚Schweinefleisch‘, während pig ‚Schwein‘ im modernen Deutsch keine Entsprechung hat.
Bei Schwarzwild, also Wildschweinen, heißt das männliche Tier jagdlich Keiler, veraltet auch Keuler. Männliche Wildschweine bis zu einem Jahr heißen Frischling, bis zum zweiten Lebensjahr Überläufer, so dass man von ‚Keiler‘ erst ab dem dritten Jahr spricht. Eine humorvolle Bezeichnung für zwei- bis dreijährige männliche Wildschweine ist Hosenflicker. Vermutlich leitet sich der Begriff aus der Angriffslust der jungen Keiler ab.

In der Kunst spricht man beim Keiler auch von Wildeber.
Einige dieser Namen werden auch im übertragenen Sinn als Schimpfwort, wie die weibliche Form ‚Sau‘, verwendet.

## Rezeption

Eberbach DE (redendes Wappen)

Der Eber gilt allgemein in Form des Wildschwein-Ebers als Symbol des kraftvollen und aggressiven, als Inbild des Kampfesmutes und ungezügelter Naturkraft, was wohl aus seiner Stellung als Jagdwild herkommt – und sich vom Schwein im Allgemeinen mit seinem als Erdwühler im europäischen Kulturkreis eher zweifelhaften Bild unterscheidet. In Asien hingegen ist das Schwein mit seinem ausgeprägten Sozialleben das Symbol der Familie und Gesellschaft (vergl. etwa die 12 Erdzweige, die chinesischen Tierkreiszeichen), das gilt für die weiblich dominierten Rotten ebenso wie die Eberrotten. Besonders verehrt wurde der Eber beispielsweise in der griechischen Antike (Erymanthischer Eber, Kalydonischer Eber) und im alten Japan.
Typischer alter germanischstämmiger Name ist Eberhard (‚stark wie ein Eber / der den Eber jagen kann‘).
In der Wappenkunde ist der heraldische Eber eines der selteneren Wappentiere, er zeigt sich sowohl als Bild seiner selbst wie als Jagdtier und wird insgesamt heute tendenziell als Keiler, also Wildschwein, dargestellt.